# أحلام الجريتلي
أحلام الجريتلي (20 فبراير 1948 - 28 فبراير 2021)، ممثلة مصرية.

## عن حياتها
هي الشقيقة الصغرى للممثلة إنعام الجريتلي، اشتهرت بالأعمال التلفزيونية والسينمائية. واشتهرت بدبلجة الرسوم المتحركة، وهي متزوجة من الدكتور «شيرين محمد حسين».

## أعمال

### أفلام
| - يوم وليلة:2020 - الخروج عن النص:2018- والدة نادر - خلاويص:2018- والدة حسن - شارع محمد علي:2017 - أبو شنب:2016- والدة شوشو - الدنيا مقلوبة:2015- أم ماري - جمهورية إمبابة:2015-زينب - والدة حسن - حلاوة روح:2014 - روميو السيدة:2014 - ظرف صحي:2014 - 8%:2013- والدة إوكا | - البرنسيسة:2013- سعدية والدة نانسي - شمال يا دنيا:2013 - كلبي دليلي:2013- والدة مغاوري - حصل خير:2012 - ركلام:2012 - ساعة ونص:2012- والدة عزت - واحد صحيح:2011- أم فريدة - أيام الخادمة احلام:2005- أم أحلام - شباب تيك آواي:2004- نعيمة - خريف آدم:2002- أنصاف أم حسان وحسنة - لو كان ده حلم:2001 | - فيلم ثقافي:2000- أم علاء - أحلام مسروقة:1999- هدى - أسانسير خمس نجوم:1999- قصير صديقة أم العريس - آخر ليالي الشتاء:1996- درية - البحر بيضحك ليه:1995 - كارت أحمر:1994- السجانة عصمت - طعمية بالشطة:1993- أُميمة - لصوص خمس نجوم:1993 - أحوال شخصية:1992 - للحب قصة أخيرة:1986- هدى - دور البطولة |

### المسرحيات
| - المحظوظ:2009 - تفاحة يوسف:1997 - القفص:1992 - الزوبعة:1986 | - الكناريا المغردة - سفروت والمزمار - في المراية | - في سبيل برقوق - مراتي حنان - ممنوع الانتظار |

### مسلسلات
| - القاهرة كابول:2021- خيرات - اللعبة 2: ليفل الوحش:2021- ألطاف - نسل الأغراب:2021- شامية - إسعاف يونس:2020 - البرنس:2020- نجية - الفتوة:2020- الندابة أم شكر - القمر آخر الدنيا:2020- أم سامي - لؤلؤ:2020- جدة لؤلؤ - ليالينا 80: 2020- والدة رقية - أبو جبل:2019- عزيزة - بحر:2019- تمنوها - بركة:2019- أم مصطفى - دفعة القاهرة:2019- أم كلثوم - مملكة الغجر:2019- حريصة - هوجان:2019- أم نوجة - أيوب:2018-أم أيوب - صابرة - عوالم خفية:2018-والدة رؤوف - ضيفة شرف - نسر الصعيد:2018- أمينة - الحالة ج:2017- رضا أم نعمة - رمضان كريم:2017- والدة هشام - وضع أمني:2017- أم هبة - الأسطورة:2016- انتصار - المغني:2016 - ستات قادرة:2016- سامية - نصيبي وقسمتك (ج1، 2):2016، 2017 - يونس ولد فضة:2016- بخيتة - الكابوس:2015 - بين السرايات:2015- والدة مخلص ومحروس - حارة اليهود:2015 - حواري بوخارست:2015 - من الجاني:2015- فاطمة / ضيفة ح8 - ولاد السيدة:2015 - يا أنا يا إنتي:2015- أم هدى - عفاريت محرز:2014- ضيف شرف - فيفا أطاطا:2014 - جذور:2013- ليلى - مزاج الخير:2013 - أشجار النار:2012 - الخفافيش:2012 - الهروب:2012 - حارة خمس نجوم:2012 - خطوط حمراء:2012- والدة سلمى - شربات لوز:2012- أم جميلة - فرح العمدة:2012 - إحنا الطلبة:2011- أم طلعت - الريان:2011-نعمات - والدة بدرية - الشحرورة:2011- أم أنور منسي - شبرا تي في:2011 - عائلة بسطويسي:2011- أنيسة - كيد النسا (ج1):2011 - أزمة سكر:2010- خيرية مربية البنات - إغتيال شمس:2010 - الحارة:2010- أم حفظي - عايزة أتجوز:2010- فايقة - قضية صفية:2010 - مذكرات سيئة السمعة:2010 - يوميات ونيس (ج7، 8):2010، 2013- جواهر - الأشرار:2009 - العمدة هانم:2009 | - الوتر المشدود:2009 - حكايات البنات:2009 - راجل وست ستات (ج5، 10):2009، 2016 - كريمة كريمة:2009 - نسمة ونصيب:2009 - نوسة وبسبوسة:2009 - العارف بالله الإمام عبد الحليم محمود:2008 - المحطة أكشن نيوز:2008 - شط إسكندرية:2008 - عاليها واطيها:2008 - قلب ميت:2008 - نفق الشيطان:2008 - حكايات المدندش:2007 - خليها على الله:2007 - سلطان الغرام:2007 - عمارة يعقوبيان:2007- أم طه - من أطلق الرصاص على هند علام:2007 - أحلام لا تنام:2006- نوال - الإمام المراغي:2006- زوجة عبد الحميد رشوان - الحب بعد المداولة:2006 - القاهرة ٢٠٠٠: 2006 - أولاد الشوارع:2006- أم زينب - حارة العوانس:2006 - خيوط في مسرح العرائس:2006-5 - دعوة فرح:2006 - لم تنسى أنها امرأة:2006 - الشارد:2005 - بابا في تانية رابع:2005 - راجعلك يا اسكندرية:2005 - رياح الغدر:2005 - سارة:2005- نعيمة - طائر الحب:2005 - قلب حبيبة:2005- شاكرة - ينابيع العشق:2005 - لقاء السحاب:2004 - المرأة في الإسلام:2003 - أولاد الأكابر:2003 - بعد الطوفان:2003 - تعالى نحلم ببكره:2003 - رحلة العمر:2003 - نجوم الظهر:2003 - الإمبراطور:2002 - أما بعد:2002 - إنسى اللي فات يا فرحات:2002 - أوراق مصرية ( ج2):2002- ام ست ابوها - فارس بلا جواد:2002- فضفاضة - آمال وأقدار:2001- سلمى - خالف تعرف:2001 - سوق العصر:2001- سيدة والدة نجاة - الفتح المبين:2000- رقية - المحاربون:2000 - دموع الرجال:2000 - ليلة مقتل العمدة:2000 - الجذور:1999 - ع الحلوة والمرة:1999- ضيفة الحلقات - ميراث الريح:1999 - نسر الشرق (ج1، 2):1999، 2000- أم صلاح الدين - النهر:1998 - أمر إزالة:1998 | - سعيكم مشكور:1998- سامية - وتمضي الأيام:1998 - أبناء دهشان:1997 - الشارع الجديد:1997-أم خميس - ضيفة الحلقات - القضاء في الإسلام ( ج7، 9):1997، 2000 - طريق السراب:1997 - عوضين وإمبراطورية عين:1997 - أحلام الغروب:1996 - خالتي صفية والدير:1996- أم مندور - أسوار الظلم:1995 - أقوى من الطوفان:1995 - حكايات من حارتنا:1995 - ساكن قصادي (ج1، 2):1995، 1996- وفاء، زوجة عزمي بية - صباح الورد:1995- فريال - ليالي الحلمية (ج5):1995 - السقوط في الهاوية:1994 - بوابة الحلواني ( ج2، 3):1994، 1997- تحيات - سر الأرض:1994 - غاضبون وغاضبات:1993- ضيفة الحلقات - ناس ولاد ناس:1993- بشاير - يوميات فكري أباظة:1993 - بيوت في المدينة:1992 - في قلب الليل:1992 - البريمو:1991 - بين ثلاثة:1991 - ضمير أبلة حكمت:1991- أمل - أصل الحكاية:1990 - البعض يتسلّق الهرم:1990 - الوسية:1990- سيدة - نادي الخالدين:1990 - الرجاء التزام الهدوء:1989- عفاف - ألف ليلة وليلة: الأشكيف وست الملاح:1989- الوصيفة كهرمانة - زهرة من بستان:1989 - الزائرون:1988 - اللقاء الثاني:1988 - آسف .. لا يوجد حل:1987- ناهد - فرفشة ( ج2):1987 - وشائت الأقدار:1987- عيشة - ألف ليلة وليلة: وردشان وماندو:1986 - لا إله إلا الله ( ج2):1986 - ألوان:1985 - الخليل بن أحمد:1984- فاطمة بنت عبد الملك - محمد رسول الله ج4:1984 - عصر الحب:1983 - فيه حاجة غلط:1983- نجية - أشواك الحب:1980 - لعبة القدر:1979- مبروكة - الخادمة - أبو الفوارس - الألغاز والمغامرون الخمسة - جبال الصبر - حكايات عم عبد التواب (هيا بنا نفكر) - حكايات وطرائف عربية - حكم الزمن - رحلة المعرفة - عباد الرحمن - غدا يوم آخر - لم يكن أبدا لها - نادي الأصدقاء |

| \| - الحب القاتل:2004 - اللعبة الخطرة:2004- علية أم أمينة - المراقب:2003 - عائلة تحت التهديد:2001- زينات - جلسة على نية:2000 - دفتر مواعيد:1999 - رحيل بلا عودة:1997 - أسم الشهرة:1996- أمينة - هي والحقيقة:1990- فكاهات \| - كبرياء وعاطفة:1989 - إذا كان ولا بد - الحب والظلال - الخلع قبل الخبز أحيانا - العدالة الظالمة - الغريب والمجهول: كاملة حسين - بعيدا عن الحب - جاهز وتفصيل - جذور الوهم \| - حب حفظ في الأرشيف - حلال المشاكل - صفحة من كتاب الحب - قضية طفل بريء - قلوب صغيرة - قلوب صغيرة على الطريق - كفر الجنون - من حال إلى حال - وراء الجريمة \| | - فيلم قصير: أم حسن:2003 - تمثيلية: بكر وهندام:1996 - فيلم قصير: العُليّة:1992 - برنامج: حياتي:1988 - فوازير: فوازير المناسبات:1988 - مسلسل إذاعي: الفاتنة وسائق التاكسي - مسلسل إذاعي: عفوا زوجتي العزيزة | |
| - الحب القاتل:2004 - اللعبة الخطرة:2004- علية أم أمينة - المراقب:2003 - عائلة تحت التهديد:2001- زينات - جلسة على نية:2000 - دفتر مواعيد:1999 - رحيل بلا عودة:1997 - أسم الشهرة:1996- أمينة - هي والحقيقة:1990- فكاهات | - كبرياء وعاطفة:1989 - إذا كان ولا بد - الحب والظلال - الخلع قبل الخبز أحيانا - العدالة الظالمة - الغريب والمجهول: كاملة حسين - بعيدا عن الحب - جاهز وتفصيل - جذور الوهم                                 | - حب حفظ في الأرشيف - حلال المشاكل - صفحة من كتاب الحب - قضية طفل بريء - قلوب صغيرة - قلوب صغيرة على الطريق - كفر الجنون - من حال إلى حال - وراء الجريمة |

## الوفاة
توفيت في 28 فبراير (شباط) 2021 مِيلَادِيًّا، الموافق 16 رجب 1442 هِجْرِيًّا، عن عمر ناهز 73 عامًا.

## روابط خارجية
- أحلام الجريتلي على موقع IMDb (الإنجليزية)
- أحلام الجريتلي على موقع الدهليز
- أحلام الجريتلي على موقع قاعدة بيانات الأفلام العربية